# Vermittlungsausschuss
De Vermittlungsausschuss (Nederlandse vertaling: "bemiddelingscommissie") is een gemeenschappelijk gremium van de Duitse bondsdag en bondsraad. Ze treedt op wanneer er tussen Bondsdag en bondsraad meningsverschillen inzake wetgeving ontstaan. De commissie heeft tot doel een consensus (eventueel compromis) te bereiken waarmee beide wetgevende kamers kunnen instemmen.
De inrichting bestaat op basis van artikel 77 van de Duitse grondwet, en de werking ervan wordt geregeld door een bijzondere wet (GOVA of Gemeinsame Geschäftsordnung des Bundestages und des Bundesrates für den Ausschuss nach Artikel 77 GG).

## Achtergrond
Duitsland is een federale staat, waar de wetgevende bevoegdheden over het nationale niveau, de bond, en de deelstaten verdeeld zijn. Op sommige gebieden heeft de bond exclusieve bevoegdheid (enkele voorbeelden: inzake nationaliteit, internationale betrekkingen en verdediging), op andere gebieden is er concurrerende wetgeving (enkele voorbeelden: burgerlijk, wapen- en arbeidsrecht).
Voor sommige bevoegdheden bepaalt de grondwet dat de wetten ter zake door de bondsraad moeten goedgekeurd worden. Dit zijn dan zogenoemde toestemmingsplichtige wetten.
Artikels 77 en 78 van de grondwet bepalen hoe een wet tot stand komt.
Alle wetten worden eerst door de bondsdag goedgekeurd en dan door de Bondsdagpresident aan de bondsraad overgemaakt. Deze heeft hij dan drie weken tijd om beroep te doen op de Vermittlungsausschuss. Indien het om een toestemmingsplichtige wet gaat kan ook de regering of de bondsdag de Vermittlungsausschuss activeren. Indien de Vermittlungsausschuss een wijziging aan de wet voorstelt moet de bondsdag opnieuw besluiten.
Voor toestemmingplichtige wetten moet de bondsraad, indien geen beroep op de Vermittlungsausschuss gedaan wordt, of indien de bemiddeling zonder wijzigingsvoorstel eindigt, binnen een redelijke termijn over de wet stemmen.
Voor niet-toestemmingplichtige wetten kan de bondsraad, binnen de twee weken na kennisname van de gewijzigde wet (indien de bemiddeling wijzigingen heeft voorgesteld) of het einde van de bemiddeling (zonder wijzigingsvoorstel) protest tegen de wet neerleggen. Dit protest kan echter door een bijzondere meerderheid (minstens de helft van de mandaten) in de bondsdag weggestemd worden. Indien de bondsraad het protest met tweederdemeerderheid neerlegt, is ook een tweederdemeerderheid en minstens de helft van de mandaten nodig om het bondsraad-protest in de bondsdag weg te stemmen.
De wet komt tot stand wanneer ze (voor toestemmingplichtige) door de bondsraad goedgekeurd wordt, de bondsraad binnen de gestelde termijn de Vermittlungsausschuss niet inschakelt of geen protest neerlegt, of nog wanneer het protest van de bondsraad in de bondsdag weggestemd wordt.

## Samenstelling en zittingen
Sinds november 1990 bestaat de Vermittlungsausschuss uit 32 leden (1957-1990: 22). De helft van de leden wordt voor de duur van de parlementaire zittijd volgens volgens de politieke krachtsverhoudingen van de fracties in de bondsdag bepaald, de andere helft door de deelstaatregeringen, een per land, aangeduid. Voor ieder lid wordt een vervanger aangeduid, die echter alleen maar aan de zittingen deel mag nemen bij afwezigheid van het lid dat hij vervangt. Zowel het gewone lid als de vervanger moeten lid zijn van het gremium dat ze vertegenwoordigen. De vertegenwoordigers van de bondsraad worden ook wel "de bondsraadsbank", die van de bondsdag "de bondsdagsbank" genoemd.
De leden van de Vermittlungsausschuss en hun vervangers mogen, behoudens bijzondere reden, slechts vier keer per parlementaire zittijd gewisseld worden (§4 GOVA). Achtergrond hiervoor is, dat de Vermittlungsausschuss geen soort expertscommissie moet zijn, maar een instelling die binnen de gehele politieke context naar compromismogelijkheden zoekt.
De Vermittlungsausschuss heeft twee voorzitters, een verkozen uit de afgevaardigden van de bondsdag, de andere uit de afgevaardigden van de bondsraad, die elkaar elk kwartaal afwisselen, en indien nodig, elkaar vervangen. Naar langjarig gebruik leveren de partijen met de sterkste twee fracties in de bondsdag elk een voorzitter.
Niet alleen de leden van de bondsdag, die volgens artikel 38 niet aan opdrachten of instructies gebonden zijn, maar ook de leden van de bondsraad oefenen, zo bepaalt artikel 77 van de grondwet, in de Vermittlungsausschuss, in tegenstelling tot in hun mandaat in de bondsraad zelf, een "vrij mandaat" uit. Met andere woorden, zij zijn niet aan deelstaat- of partijdiscipline gebonden. Het zou echter wereldvreemd zijn ervan uit te gaan dat zij geen rekening zouden moeten houden met de belangen van de deelstaten, de partijen of met de politieke meerderheid in bondsraad en bondsdag. De Vermittlungsausschuss is alleen maar succesvol indien zijn voorstellen op het einde door deze kamers aangenomen worden.
De zittingen en stemmingen van de Vermittlungsausschuss zijn niet-openbaar en streng vertrouwelijk. Het kleine aantal leden en de vertrouwelijkheid van de besprekingen moeten ertoe leiden dat de onderhandelingen in de Vermittlungsausschuss een resultaat behalen dat zowel door bondsraad als door bondsdag gedragen kan worden. Dit maakt de besluitvorming echter intransparant (zie kritiek). Wel wordt bij het begin van de tweede volgende parlementaire zittijd (dus in principe 4 jaar na het einde van de periode) over het veropenbaren van de protocollen beslist.

## Werking
De opgave van de Vermittlungsausschuss bestaat erin naar een consensus tussen bondsdag en bondsraad te zoeken voor die gevallen waarin de door de bondsdag besloten wetten geen meerderheid vinden in de bondsraad.
De Vermittlungsausschuss wordt alleen maar actief indien ze inzake een bepaalde wet door bondsraad, bondsdag of bondsregering daartoe opgeroepen wordt. Rekening houdend met het wetgevend proces is de bondsraad de 'natuurlijke' werkgever. De bondsraad kan de commissie inzake alle wetten die door de bondsdag goedgekeurd zijn oproepen. De regering en de bondsdag kunnen dit alleen wanneer een toestemmingsplichtige wet door de bondsraad verworpen werd. Bij deze wetten is het theoretisch mogelijk dat de commissie drie maal over dezelfde wet beraadslaagt. Meer kan echter niet, daar ieder grondwettelijk orgaan de commissie maar een keer inzetten mag.
De bondsraad moet de Vermittlungsausschuss inschakelen vooraleer hij tegen een wet die niet toestemmingsplichtig is protest wil neerleggen. Bij toestemmingsplichtige wetten kan (maar moet niet) de bondsraad de Vermittlungsausschuss activeren vooraleer de wet af te keuren.
De Vermittlungsausschuss kan alleen voorstellen om wetten die door de bondsdag besloten zijn aan te nemen, te verwerpen of te wijzigen. Het kan de wetten niet zelf besluiten, en heeft ook geen recht op initiatief inzake wetgeving: ze kan geen wetsvoorstellen maken. Het is dus geen "superparlement"
Eerder onduidelijk is hoever de commissie kan of mag gaan met wijzigingsvoorstellen aan de voorgelegde wetgeving. Zo is het omstreden of de Vermittlungsausschuss zijn bevoegdheid niet overschreden heeft bij het bemiddelingsproces rond het budget 2004. Hierbij werden aan de budgetwet belangrijke wijzigingen aangebracht die niet vooraf in de bondsdag besproken waren. Concreet ging het om de afbouw van subsidies zoals voorgesteld door de ministers-presidenten Roland Koch van Hessen en Peer Steinbrück van Noordrijn-Westfalen (de zogenoemde Koch/Steinbrück-lijst).
De plaatsverdeling tijdens de zittingen reflecteert de herkomst van de leden: de bondsdagsbank en de bondsraadsbank zitten tegenover elkaar, maar in praktijk vinden de (voor-)besprekingen eerder langs de partij- en coalitiegrenzen heen.
Toegang tot de zittingen van de commissie hebben, zonder bijzondere toelating, alleen de verantwoordelijke minister of zijn vertegenwoordiger (staatssecretarissen) en de vertegenwoordiger van het kanseliersambt.
De Vermittlungsausschuss beslist met meerderheid van de stemmen van de aanwezige leden. Een aanbeveling van de commissie is dus niet noodzakelijk een compromis dat door alle leden ondersteund wordt. Om geldig te kunnen stemmen moeten minstens 12 leden aanwezig zijn, over een voorstel tot akkoord kan alleen maar besloten worden indien elk orgaan met minstens zeven leden vertegenwoordigd is.

## Het resultaat van de bemiddeling
Volgens het reglement kan een bemiddelingstraject tot vier resultaten leiden. In drie gevallen bestaat er binnen de commissie een meerderheid die een voorstel van akkoord (Duits: Einigungsvorslag) ondersteunt, in het laatste geval wordt er vastgesteld dat er geen akkoord gevonden werd.
1. De commissie 'bevestigt' de wet zoals ze door de bondsdag is goedgekeurd. In dit geval hebben de voorstellen en voorstellingen van de bondsraad het niet gehaald.
2. De commissie stelt voor de wet in te trekken.
3. De commissie stelt voor de wet op bepaalde punten te wijzigen: delen van de wet te herformuleren, te verwijderen of er voorschriften aan toe te voegen.
4. De commissie stelt vast dat er geen akkoord gevonden is.

Indien de wet bevestigd wordt, of er geen akkoord gevonden wordt, moet de bondsdag, bij toestemmingsplichtige wetten, 'binnen een redelijke termijn' over de wet stemmen. Voor de andere wetten is de wet dan goedgekeurd.
Indien er een akkoord is tot intrekken of wijzigen wordt de wet terug naar de bondsdag verwezen. Hier wordt dan 'en bloc' over de voorstellen van de commissie gestemd, dat wil zeggen, de individuele wijzigingen worden niet meer besproken (uitgezonderd indien het om een grondwetswijziging zou gaan) (§§10 tot 12 GOVA, §90 GOBT).
Sinds de 13e verkiezingsperiode wordt er ook vaak gebruikgemaakt van een zogenoemd 'onecht akkoord'. Hierbij maken de partijen die de bondsdagoppositie vormen, gebruik van de meerderheid die ze via de bondsraadsbank in Vermittlungsausschuss hebben om wijzigingsvoorstellen aan de wet te stemmen, maar zonder dat deze wijzigingen uitzicht hebben op goedkeuring door de bondsdag. Als gevolg hiervan wordt de wet, zij het tijdelijk, 'geblokkeerd'.

## Kritiek
Politieke critici verwijten de instelling Vermittlungsausschuss in ondoorzichtige, voor de burger onbegrijpbare en oncontroleerbare wijze bonds-, lands- en partijpolitieke belangen te vermengen. Door de vertrouwelijkheid van de zittingen en het niet of laat openbaar maken van de protocollen kan de burger niet volgen wie of welke partij voor welke beslissingen verantwoordelijk is, en kan dan bij de verkiezingen ook niet de juiste keuze maken.
Bovendien zou de Vermittlungsausschuss vaak tot politieke koehandel leiden, te veel slechte compromissen aangaan, en daardoor duidelijke beslissingen en hervormingen verhinderen.
Ten slotte zou het instrument ook vaak als blokkademiddel gebruikt worden in tijden waarin de meerderheidsverhoudingen in bondsdag en bondsraad verschillen (oppositie in bondsdag heeft meerderheid in bondsraad). Het aantal keer dat de Vermittlungsausschusses ingeschakeld wordt hangt zeer sterk van de meerderheidverhoudingen in bondsraad en bondsdag af. Nadat tijdens de 7e en 8e verkiezingsperiode het aantal aanroepingen (104 en 77 keer) op basis van de wijzigingswensen van de CDU- en CSU-gedomineerde landsregeringen een hoogtepunt kende, ging hat aantal oproepingen in de daaropvolgende verkiezingsperiodes, gezien de homogene politiek verhoudingen in de beide wetgevende kamers, sterk terug (10e periode: 6 aanroepingen, 11e: 13). Pas toen in 1991 de CDU/CSU/FDP-coalitie de meerderheid in de bondsraad verloor, ging het aantal aanroepingen weer duidelijk omhoog (12e periode: 85 aanroepingen, 13e: 92). Door het activeren van de Vermittlungsausschuss en het neerleggen van protest kan de bondsraad (en dus de deelstaten) de nationale wetgeving vertragen of, indien de oppositie een tweederdemeerderheid zou hebben in de bondsraad, potentieel zelfs verhinderen.
Daarnaast is het aandeel van de toestemmingsplichtige wetten in de totale wetgeving de laatste jaren, als gevolg van de bevoegdheidsvermenging tussen bond en deelstaten, sterk toegenomen. De structuur en rol van de Vermittlungsausschuss hebben dan ook een belangrijke rol gespeeld tijdens de discussies van de commissie ter hervorming van het Duitse federale bestel ("Föderalismuskommission") in het jaar 2004. De (voorlopige) voorstellen van de commissie zagen de oplossing van deze problematiek niet in een hervorming van het instituut, maar eerder in een reductie van het aantal toestemmingsplichtige wetten en een duidelijkere verdeling van de bevoegdheden tussen bond en deelstaten.